# بخش مرکزی شهرستان راسک
بخش مرکزی یکی از بخش‌های شهرستان راسک در استان سیستان و بلوچستان ایران است.

## تقسیمات کشوری
- بخش مرکزی شهرستان راسک
  - دهستان جکیگور
  - دهستان راسک و فیروزآباد

شهر: راسک

## جمعیت
جمعیت بخش مرکزی شهرستان راسک براساس سرشماری عمومی نفوس و مسکن در سال ۱۳۹۵ برابر با ۲۹،۹۲۵ نفر بوده‌است.